# Arrowsmith-Halbinsel
Die Arrowsmith-Halbinsel ist eine rund 65 km lange Halbinsel am Südteil der Loubet-Küste des Grahamlands auf der Antarktischen Halbinsel. Sie liegt westlich des Forel-Gletschers und des Sharp-Gletschers. Die Südküste der Halbinsel bildet die nördliche Begrenzung der Marguerite Bay.
Vermessen wurde das Gebiet zwischen 1955 und 1958 durch den Falkland Islands Dependencies Survey. Benannt ist die Halbinsel nach Edwin Porter Arrowsmith (1909–1992), Gouverneur der Falklandinseln von 1957 bis 1964.